# Gens Durmia
La gens Durmia era una familia plebeya de la antigua Roma. Se conoce principalmente por un solo personaje, Marco Durmio, un triumvir monetalis bajo el reinado de Augusto. Acuñó varias monedas, entre ellas una con la cabeza de Augusto en el anverso y un jabalí en el reverso; otro con un león que se alimenta de un ciervo; y un tercero con cabeza juvenil y una cuadriga, con la inscripción Honori, probablemente refiriéndose a los juegos de Virtus y Honor celebrados por Augusto.